# Gran Premio di superbike di Donington 2001
Il Gran Premio di superbike di Donington 2001 è stato la sesta prova su tredici del campionato mondiale Superbike 2001, disputato il 27 maggio sul circuito di Donington Park, ha visto la vittoria di Neil Hodgson in gara 1, mentre la gara 2 è stata vinta da Pierfrancesco Chili.
La vittoria nella gara valevole per il campionato mondiale Supersport è stata ottenuta da Paolo Casoli, mentre la gara del campionato Europeo della classe Superstock viene vinta da James Ellison.
Dopo averlo ospitato in tutte le edizioni fin dalla prima stagione, dopo questa gara il circuito di Donington non ospiterà più il campionato mondiale Superbike sino all'edizione del 2007.

## Risultati

### Gara 1

#### Arrivati al traguardo[5]
| Pos. | Nº  | Pilota              | Squadra               | Motocicletta     | Giri | Tempo     | Griglia | Punti |
| ---- | --- | ------------------- | --------------------- | ---------------- | ---- | --------- | ------- | ----- |
| 1º   | 100 | Neil Hodgson        | GSE Racing            | Ducati 996 RS    | 25   | 39:46.490 | 2º      | 25    |
| 2º   | 4   | Pierfrancesco Chili | Suzuki Alstare Corona | Suzuki GSX R750  | 25   | +0:02.692 | 10º     | 20    |
| 3º   | 61  | Steve Hislop        | Monster Mob Ducati    | Ducati 996 RS    | 25   | +0:02.830 | 1º      | 16    |
| 4º   | 8   | Tadayuki Okada      | Castrol Honda         | Honda VTR1000 SP | 25   | +0:04.018 | 13º     | 13    |
| 5º   | 1   | Colin Edwards       | Castrol Honda         | Honda VTR1000 SP | 25   | +0:04.641 | 4º      | 11    |
| 6º   | 155 | Ben Bostrom         | Ducati L&M            | Ducati 996 R     | 25   | +0:05.393 | 3º      | 10    |
| 7º   | 11  | Rubén Xaus          | Ducati Infostrada     | Ducati 996 R     | 25   | +0:12.070 | 7º      | 9     |
| 8º   | 52  | James Toseland      | GSE Racing            | Ducati 996 RS    | 25   | +0:20.773 | 11º     | 8     |
| 9º   | 24  | Stéphane Chambon    | Suzuki Alstare Corona | Suzuki GSX R750  | 25   | +0:20.975 | 15º     | 7     |
| 10º  | 6   | Gregorio Lavilla    | Fuchs Kawasaki        | Kawasaki ZX 7RR  | 25   | +0:24.616 | 12º     | 6     |
| 11º  | 3   | Troy Corser         | Virgilio Aprilia Axo  | Aprilia RSV 1000 | 25   | +0:24.951 | 8º      | 5     |
| 12º  | 55  | Régis Laconi        | Virgilio Aprilia Axo  | Aprilia RSV 1000 | 25   | +0:25.170 | 17º     | 4     |
| 13º  | 21  | Troy Bayliss        | Ducati Infostrada     | Ducati 996 R     | 25   | +0:27.600 | 5º      | 3     |
| 14º  | 5   | Akira Yanagawa      | Fuchs Kawasaki        | Kawasaki ZX 7RR  | 25   | +0:40.585 | 9º      | 2     |
| 15º  | 51  | Marty Craggill      | Pacific               | Ducati 996 RS    | 25   | +0:45.330 | 19º     | 1     |
| 16º  | 7   | Juan Borja          | Panavto Yamaha        | Yamaha R7        | 25   | +0:49.316 | 25º     |       |
| 17º  | 99  | Steve Martin        | DFX Racing            | Ducati 996 RS    | 25   | +0:49.598 | 20º     |       |
| 18º  | 22  | Lucio Pedercini     | Pedercini             | Ducati 996 RS    | 25   | +1:01.816 | 14º     |       |
| 19º  | 46  | Mauro Sanchini      | Pedercini             | Ducati 996 RS    | 25   | +1:05.719 | 24º     |       |
| 20º  | 36  | Broc Parkes         | Ducati NCR            | Ducati 996 RS    | 25   | +1:12.360 | 22º     |       |
| 21º  | 41  | Ludovic Holon       | Kawasaki Bertocchi    | Kawasaki ZX 7RR  | 24   | +1 giro   | 27º     |       |
| 22º  | 92  | Nigel Arnold        | Ghelfi                | Honda VTR1000 R  | 23   | +2 giri   | 29º     |       |

#### Ritirati
| Nº | Pilota            | Squadra              | Motocicletta     | Giri | Griglia |
| -- | ----------------- | -------------------- | ---------------- | ---- | ------- |
| 20 | Marco Borciani    | Pedercini            | Ducati 996 RS    | 13   | 21º     |
| 35 | Giovanni Bussei   | Ducati NCR           | Ducati 996 RS    | 4    | 18º     |
| 23 | Jiří Mrkývka      | JM SBK               | Ducati 996 RS    | 4    | 28º     |
| 60 | John Reynolds     | Revè Red Bull Ducati | Ducati 996 RS    | 3    | 6º      |
| 33 | Robert Ulm        | Gerin WSBK           | Ducati 996 RS    | 3    | 16º     |
| 27 | Bertrand Stey     | White Endurance      | Honda VTR1000 SP | 1    | 23º     |
| 31 | Michele Malatesta | Kawasaki Bertocchi   | Kawasaki ZX 7RR  | 1    | 26º     |

### Gara 2

#### Arrivati al traguardo[6]
| Pos. | Nº  | Pilota              | Squadra               | Motocicletta     | Giri | Tempo     | Griglia | Punti |
| ---- | --- | ------------------- | --------------------- | ---------------- | ---- | --------- | ------- | ----- |
| 1º   | 4   | Pierfrancesco Chili | Suzuki Alstare Corona | Suzuki GSX R750  | 25   | 39:30.374 | 10º     | 25    |
| 2º   | 100 | Neil Hodgson        | GSE Racing            | Ducati 996 RS    | 25   | +0:00.125 | 2º      | 20    |
| 3º   | 3   | Troy Corser         | Virgilio Aprilia Axo  | Aprilia RSV 1000 | 25   | +0:00.556 | 8º      | 16    |
| 4º   | 155 | Ben Bostrom         | Ducati L&M            | Ducati 996 R     | 25   | +0:07.414 | 3º      | 13    |
| 5º   | 60  | John Reynolds       | Revè Red Bull Ducati  | Ducati 996 RS    | 25   | +0:09.368 | 6º      | 11    |
| 6º   | 1   | Colin Edwards       | Castrol Honda         | Honda VTR1000 SP | 25   | +0:11.718 | 4º      | 10    |
| 7º   | 8   | Tadayuki Okada      | Castrol Honda         | Honda VTR1000 SP | 25   | +0:11.872 | 13º     | 9     |
| 8º   | 5   | Akira Yanagawa      | Fuchs Kawasaki        | Kawasaki ZX 7RR  | 25   | +0:13.053 | 9º      | 8     |
| 9º   | 21  | Troy Bayliss        | Ducati Infostrada     | Ducati 996 R     | 25   | +0:16.536 | 5º      | 7     |
| 10º  | 11  | Rubén Xaus          | Ducati Infostrada     | Ducati 996 R     | 25   | +0:18.237 | 7º      | 6     |
| 11º  | 55  | Régis Laconi        | Virgilio Aprilia Axo  | Aprilia RSV 1000 | 25   | +0:18.617 | 17º     | 5     |
| 12º  | 24  | Stéphane Chambon    | Suzuki Alstare Corona | Suzuki GSX R750  | 25   | +0:19.467 | 15º     | 4     |
| 13º  | 6   | Gregorio Lavilla    | Fuchs Kawasaki        | Kawasaki ZX 7RR  | 25   | +0:19.653 | 12º     | 3     |
| 14º  | 36  | Broc Parkes         | Ducati NCR            | Ducati 996 RS    | 25   | +0:40.619 | 22º     | 2     |
| 15º  | 35  | Giovanni Bussei     | Ducati NCR            | Ducati 996 RS    | 25   | +0:48.451 | 18º     | 1     |
| 16º  | 51  | Marty Craggill      | Pacific               | Ducati 996 RS    | 25   | +0:48.844 | 19º     |       |
| 17º  | 7   | Juan Borja          | Panavto Yamaha        | Yamaha R7        | 25   | +0:48.983 | 25º     |       |
| 18º  | 99  | Steve Martin        | DFX Racing            | Ducati 996 RS    | 25   | +0:57.768 | 20º     |       |
| 19º  | 33  | Robert Ulm          | Gerin WSBK            | Ducati 996 RS    | 25   | +1:08.670 | 16º     |       |
| 20º  | 31  | Michele Malatesta   | Kawasaki Bertocchi    | Kawasaki ZX 7RR  | 25   | +1:16.547 | 26º     |       |
| 21º  | 27  | Bertrand Stey       | White Endurance       | Honda VTR1000 SP | 24   | +1 giro   | 23º     |       |
| 22º  | 41  | Ludovic Holon       | Kawasaki Bertocchi    | Kawasaki ZX 7RR  | 24   | +1 giro   | 27º     |       |
| 23º  | 92  | Nigel Arnold        | Ghelfi                | Honda VTR1000 R  | 24   | +1 giro   | 29º     |       |

#### Ritirati
| Nº | Pilota          | Squadra            | Motocicletta  | Giri | Griglia |
| -- | --------------- | ------------------ | ------------- | ---- | ------- |
| 20 | Marco Borciani  | Pedercini          | Ducati 996 RS | 19   | 21º     |
| 52 | James Toseland  | GSE Racing         | Ducati 996 RS | 10   | 11º     |
| 46 | Mauro Sanchini  | Pedercini          | Ducati 996 RS | 10   | 24º     |
| 61 | Steve Hislop    | Monster Mob Ducati | Ducati 996 RS | 8    | 1º      |
| 23 | Jiří Mrkývka    | JM SBK             | Ducati 996 RS | 5    | 28º     |
| 22 | Lucio Pedercini | Pedercini          | Ducati 996 RS | 2    | 14º     |

### Supersport

#### Arrivati al traguardo
| Pos. | Nº | Pilota               | Squadra               | Motocicletta    | Giri | Tempo     | Punti |
| ---- | -- | -------------------- | --------------------- | --------------- | ---- | --------- | ----- |
| 1º   | 2  | Paolo Casoli         | Yamaha Belgarda       | Yamaha YZF R6   | 23   | 37'30.193 | 25    |
| 2º   | 5  | Karl Muggeridge      | Suzuki Alstare Corona | Suzuki GSX R600 | 23   | +8.585    | 20    |
| 3º   | 1  | Jörg Teuchert        | Wilbers Suspension    | Yamaha YZF R6   | 23   | +8.730    | 16    |
| 4º   | 69 | James Whitham        | Yamaha Belgarda       | Yamaha YZF R6   | 23   | +8.808    | 13    |
| 5º   | 37 | Katsuaki Fujiwara    | Suzuki Alstare Corona | Suzuki GSX R600 | 23   | +9.066    | 11    |
| 6º   | 12 | Piergiorgio Bontempi | T. Italia Lorenzini   | Yamaha YZF R6   | 23   | +10.096   | 10    |
| 7º   | 49 | Karl Harris          | Crescent Suzuki       | Suzuki GSX R600 | 23   | +13.413   | 9     |
| 8º   | 11 | Kevin Curtain        | BKM Honda             | Honda CBR 600   | 23   | +13.673   | 8     |
| 9º   | 9  | Fabrizio Pirovano    | DMR Suzuki Italia     | Suzuki GSX R600 | 23   | +14.406   | 7     |
| 10º  | 8  | Andrew Pitt          | Fuchs Kawasaki        | Kawasaki ZX 6R  | 23   | +14.831   | 6     |
| 11º  | 99 | Fabien Foret         | Ten Kate Honda        | Honda CBR 600   | 23   | +15.636   | 5     |
| 12º  | 7  | Pere Riba            | Ten Kate Honda        | Honda CBR 600   | 23   | +15.886   | 4     |
| 13º  | 14 | Christophe Cogan     | Saveko Dee Cee Jeans  | Yamaha YZF R6   | 23   | +20.807   | 3     |
| 14º  | 6  | Iain MacPherson      | Fuchs Kawasaki        | Kawasaki ZX 6R  | 23   | +23.804   | 2     |
| 15º  | 88 | Scott Smart          | Scott Smart Racing    | Suzuki GSX R600 | 23   | +32.000   | 1     |
| 16º  | 18 | Cristiano Migliorati | BKM Honda             | Honda CBR 600   | 23   | +32.041   |       |
| 17º  | 23 | Dean Thomas          | Dienza Ducati Racing  | Ducati 748      | 23   | +33.080   |       |
| 18º  | 31 | Vittorio Iannuzzo    | DMR Suzuki Italia     | Suzuki GSX R600 | 23   | +35.997   |       |
| 19º  | 45 | Matt Llewellyn       | V & M Yamaha          | Yamaha YZF R6   | 23   | +43.702   |       |
| 20º  | 24 | Adam Fergusson       | Alpha Technick Castr  | Honda CBR 600   | 23   | +49.971   |       |
| 21º  | 17 | Ivan Clementi        | GiMotor Sport         | Yamaha YZF R6   | 23   | +51.164   |       |
| 22º  | 28 | Sébastien Le Grelle  | Moto 1 Honda Elf Dho  | Honda CBR 600   | 23   | +53.016   |       |
| 23º  | 25 | Markus Barth         | Alpha Technick Castr  | Honda CBR 600   | 23   | +1'00.342 |       |
| 24º  | 40 | Shannon Johnson      | Moto 1 Honda Elf Dho  | Honda CBR 600   | 23   | +1'02.409 |       |
| 25º  | 65 | Jan Hanson           | Saveko Dee Cee Jeans  | Yamaha YZF R6   | 23   | +1'10.543 |       |

#### Ritirati
| Nº | Pilota               | Squadra              | Motocicletta  | Giri |
| -- | -------------------- | -------------------- | ------------- | ---- |
| 22 | Vittoriano Guareschi | Dienza Ducati Racing | Ducati 748    | 6    |
| 21 | Chris Vermeulen      | Castrol Honda        | Honda CBR 600 | 5    |
| 71 | Davide Bulega        | Lightspeed/Ducci Pro | Yamaha YZF R6 | 5    |
| 16 | Christer Lindholm    | Yamaha Belgium       | Yamaha YZF R6 | 1    |
| 19 | Agustín Escobar      | GiMotor Sport        | Yamaha YZF R6 | 1    |
| 15 | Werner Daemen        | Yamaha Belgium       | Yamaha YZF R6 | 0    |
| 35 | Stefano Cruciani     | T. Italia Lorenzini  | Yamaha YZF R6 | 0    |
| 4  | Christian Kellner    | Wilbers Suspension   | Yamaha YZF R6 | 0    |

### Superstock

#### Arrivati al traguardo
| Pos. | Nº | Pilota               | Squadra              | Motocicletta     | Giri | Tempo     | Punti |
| ---- | -- | -------------------- | -------------------- | ---------------- | ---- | --------- | ----- |
| 1º   | 1  | James Ellison        | Tech 2000            | Suzuki GSX R1000 | 15   | 24'52.807 | 25    |
| 2º   | 19 | Walter Tortoroglio   | DMR Suzuki Italia    | Suzuki GSX R1000 | 15   | +0.426    | 20    |
| 3º   | 23 | Mark Heckles         | Rumi                 | Honda CBR 900    | 15   | +8.582    | 16    |
| 4º   | 2  | Markus Wegscheider   | Suzuki Stefan Schmid | Suzuki GSX R1000 | 15   | +13.305   | 13    |
| 5º   | 5  | Dario Tosolini       | Pedercini            | Ducati 996S      | 15   | +15.602   | 11    |
| 6º   | 40 | Gary Mason           | Motopower            | Honda CBR 900    | 15   | +18.888   | 10    |
| 7º   | 88 | Marty Nutt           | Tech 2000            | Suzuki GSX R1000 | 15   | +20.625   | 9     |
| 8º   | 42 | Benny Jerzenbeck     | Steinhausen Racing   | Suzuki GSX R1000 | 15   | +21.117   | 8     |
| 9º   | 41 | Kieran Murphy        | Martin Raynor Cars/C | Suzuki GSX R1000 | 15   | +23.571   | 7     |
| 10º  | 4  | Olivier Four         | BKM Racing           | Honda CBR 900    | 15   | +25.741   | 6     |
| 11º  | 43 | Steve Brogan         | Aprilia              | Aprilia RSV R    | 15   | +26.525   | 5     |
| 12º  | 47 | Chris Miller         | Eventmaker RG-Swona  | Suzuki GSX R1000 | 15   | +33.730   | 4     |
| 13º  | 90 | Lorenzo Mauri        | Pedercini            | Ducati 996S      | 15   | +46.057   | 3     |
| 14º  | 48 | Kenny Tibble         | BKM Honda Racing     | Honda CBR 900    | 15   | +53.521   | 2     |
| 15º  | 35 | Paul Mooijman        | Saveko Dee Cee Jeans | Yamaha R1        | 15   | +58.512   | 1     |
| 16º  | 21 | Koen Vleugels        | KS Racing            | Yamaha R1        | 15   | +1'01.888 |       |
| 17º  | 34 | Didier Van Keymeulen | BKM Racing           | Honda CBR 900    | 15   | +1'03.236 |       |
| 18º  | 18 | John Bakker          | Flanders Motor Racin | Ducati 996S      | 15   | +1'30.676 |       |
| 19º  | 27 | Francesco Rafanelli  | Ghelfi Art           | Honda CBR 900    | 14   | +1 giro   |       |

#### Ritirati
| Nº | Pilota             | Squadra              | Motocicletta     | Giri |
| -- | ------------------ | -------------------- | ---------------- | ---- |
| 28 | Giacomo Romanelli  | DMR Suzuki Italia    | Suzuki GSX R1000 | 14   |
| 76 | Günther Knobloch   | Yamaha Teuchert      | Yamaha R1        | 14   |
| 3  | Chris Burns        | Redwood Racing       | Suzuki GSX R1000 | 8    |
| 69 | Yann Gyger         | White Endurance      | Honda CBR 900    | 8    |
| 20 | Raffaello Fabbroni | Rumi                 | Honda CBR 900    | 6    |
| 29 | Steve Coopman      | East Belgium Racing  | Yamaha R1        | 6    |
| 16 | Lorenzo Alfonsi    | DFX Racing           | Ducati 996S      | 6    |
| 26 | Andi Notman        | Aprilia Desmo Racing | Aprilia RSV R    | 5    |
| 30 | Michael Weynand    | East Belgium Racing  | Yamaha R1        | 4    |
| 31 | Ludovic Fourreau   | Arbr 'A' Cames       | Suzuki GSX R1000 | 3    |
| 45 | Gianluca Vizziello | GiMotor Sport        | Yamaha R1        | 3    |
| 77 | Niklas Carlberg    | Yamaha Sweden        | Yamaha R1        | 2    |
| 7  | Daniel Oliver      | FBC Racing           | Aprilia RSV R    | 2    |
| 46 | Ben Wilson         | Ten Kate Honda       | Honda CBR 900    | 1    |